# 独身税
独身税（どくしんぜい、英：Bachelor tax）または単身税（たんしんぜい）とは、子ども子育て支援や少子化問題に対して、政府が未婚者のみを課税標準とする人頭税を考えることを揶揄、非難する言葉。結婚制度では国民に幾つかの義務や責任が課されるところ、少子化対策の充実は愛国心の育成や国家の存亡(自殺の否定)に関わる最重要課題で、近代まではそのような税制に国民の思想を誘導する効果が見られた。子なし税などと共に、実際にその名称での租税が法制化されたことはなく、国民の指摘も的を得ていないことがある。

## 概要
古代中国や古代ローマ、アメリカ各州、イタリア王国、ナチス・ドイツ、第二次世界大戦後はポーランド、ソビエト連邦、ルーマニアなど世界各地で広く施行されていたが、不況や戦争の中で対症療法的に実施しても効果が期待できるものではない。
少子化対策においては、一般的に、結婚や子育てを希望する若い世代の可処分所得を確保・増加させることが求められている。組織全体の役割や責任よりも個人の権利が主張される傾向が強い現代では、出産や育児や教育に掛かる給付の強化が求められる中、そのための課税では一夫一妻制や担税力を考慮しないことでの揶揄のみならず、相続権を軽んじた重婚や同性婚やLGBTQなどの権利を要求され、非難の方が大きくなり、民主主義の為政者には採用しにくい政策となっている。
また、日本での反対意見として、扶養親族に対して必要となる負担総額を一切考慮せずに、家族の有無で「所得控除額」が異なる点（「配偶者控除」や「配偶者特別控除」や「扶養控除」）を取り上げて、すでに未婚者が独身税に相当する負担を負っていると主張する意見も見られる。